# Saltarö-Skärmarö
Saltarö-Skärmarö este o arie protejată (arie specială de conservare — SAC, sit de importanță comunitară — SCI) din Suedia întinsă pe o suprafață de 126,7 ha, integral pe uscat.

## Localizare
Centrul sitului Saltarö-Skärmarö este situat la coordonatele 59°19′19″N 18°36′25″E / 59.322°N 18.6069°E.

## Înființare
Situl Saltarö-Skärmarö a fost declarat sit de importanță comunitară în decembrie 1995 pentru a proteja 1 specie de plante. Situl a fost protejat și ca arie specială de conservare în martie 2011.

## Biodiversitate
Situată în ecoregiunea boreală, aria protejată conține 3 habitate naturale: Taiga vestică, Mlaștini turboase de tranziție și turbării mișcătoare, Mlaștini împădurite.
La baza desemnării sitului se află o specie protejată de  plante: Buxbaumia viridis.